# Каверье (Семилукский район)
Каверье — село в Семилукском районе Воронежской области.
Входит в состав Медвеженского сельского поселения.

## География
Расположено в северной части поселения на границе с Рамонским районом. 
В селе имеются три улицы — Дачная, Садовая и Транспортная.

## История
Старое название села — Каверя-Сиверцево. Основано в конце XVIII — начале XIX века. 

## Население
| 2010 |
| ---- |
| 134  |